# Lahérie
Lahérie est un village faisant partie de la ville belge de Neufchâteau située en Région wallonne dans la province de Luxembourg.
Il fait partie de l'ancienne commune de Longlier qui est aujourd'hui une section de la commune de Neufchâteau, dont Lahérie est distant d'environ 5 km.
Il compte une centaine d'habitants.

## Histoire
Au Moyen Âge, Lahérie est le centre d'une petite seigneurie, seul fief juridictionnel dépendant de Neufchâteau. Cette seigneurie s'étend sur Lahérie proprement dit, mais aussi sur six maisons de Massul, deux ou trois de Tronquoy, soit plus ou moins six cents hectares. En 1766, sa population compte approximativement 150 habitants.
La seigneurie de Lahérie trouve probablement son origine dans le comté de Chiny, et dans l'apanage accordé à Thierry de Mellier vers 1180. Les limites de cet apanage ont été, semble-t-il, assez floues à l'origine. Certains documents du XIIIe siècle accusent une percée du marquisat d'Arlon entre la Prévôté de Bastogne et le comté de Chiny à cette époque et, vraisemblablement, dès la constitution de l'apanage. En atteste la présence durable en cette région, de familles originaires du Luxembourg germanique.
À Lahérie, les Wampach tiennent la seigneurie. En 1562, Jean et Henry de Wampach relèvent Lahérie de Jean de Ligne, comte d'Arenberg, seigneur de Neufchâteau. La même chose en 1605 pour Jean-Servais de Lachen de Wampach. Ces Wampach sont peut-être issus des de Bourscheid qui apparaissent déjà au XIIIe et XIVe siècles dans des tractations relatives à Lahérie, avec le seigneur de Neufchâteau.
Le 16 novembre 1605, devant la cour féodale de Neufchâteau, Jean-Servais de Lachen de Wampach et sa femme Claude-Anne de Breiderbach vendent la seigneurie de Lahérie à Robert du Monceau et à sa femme Jeanne Kreuder pour la somme de 420 thalers. Robert du Monceau fait relief de la seigneurie dès 1606.
Le corps de justice de la seigneurie était composé de :
- un mayeur :
  - En 1557, Jehan Colart est mayeur
  - v. 1700-v. 1720, Nicolas de Lahaut
  - v. 1721, Jean Rémy
  - v. 1744-v. 1751, Jean Pierrard, de Massul
  - 23 juillet 1751, Jean-Mathieu Collard, de Neufchâteau
  - 13 août 1788, Jean-François Goes, de Lahérie

- deux échevins :
  - En 1557 :
    - Jehan de Voir
    - Englebert de Sechery, qui, à la même date, est mentionné comme échevin de Neufchâteau

  - 1712, Guillaume Maquet
  - v. 1731, Robert Goes
  - v. 1749-v. 1766, Godefroid Evrard, de Lahérie
  - 2 avril 1757, François Moran, de Vaux
  - 18 janvier 1771, Nicolas Gérard, d'Ebly
  - 8 mars 1777, Jean-Nicolas de Lahaut
  - 30 janvier 1779, Hubert Grandjean, de Neufchâteau
  - 3 août 1781, Jean-Henri Urbain, de Fauvillers
  - 10 février 1783, Paul-Godefroid Evrard, de Lahérie

- un procureur d'office :
  - Le 30 janvier 1779, Jacques Stevigny, de Neufchâteau

- un sergent :
  - En 1557, Jehan le Cherry est sergent
  - v. 1746, Jean Massus
  - 28 novembre 1763, Henri Nicolas, de Vaux
  - 17 février 1766, Jean Lejeune, d'Ebly
  - 7 novembre 1774, Jean-Baptiste Massul, de Maisoncelle
  - 3 décembre 1782, Jean-Baptiste Massul, de Maisoncelle

- un clerc-juré :
  - v. 1738-1739, N. Lahaut
  - v. 1750, Jean-Michel Gérard
  - 18 janvier 1777, Nicolas Gérard, d'Ebly
  - 3 décembre 1782, Jean-Henri Urbain, de Fauvillers
  - 15 mai 1787, Pierre-Denis Jacques, de Neufchâteau

RemarqueL. Hector (Longlier et son Prieuré) voit dans Englebert de Sechery le représentant d'une famille qui aurait tenu le fief de Lahérie. Il estime qu'Englebert Sechery aurait siégé à la cour féodale de Neufchâteau en qualité de seigneur de Lahérie. Gérard de Sechery lui aurait succédé en 1594. Ce dernier aurait été échevin à Neufchâteau et greffier de la justice. Cette version n'est reprise, ni par Pierre Hannick, ni par Arsène Geubel et Louis Gourdet.
Ces gens de justice étaient nommés par le seigneur foncier. La matière criminelle n'était pas de leur compétence. Pour ce qui était de la juridiction contentieuse, la justice de Lahérie instruisait les causes, puis devait aller en rencharge à Neufchâteau où elle siégeait avec la cour féodale. Elle avait le droit de percevoir les amendes ne dépassant pas six sols.
Les prévôts de Neufchâteau, Thierry et Mourman, tentèrent de réduire le rôle de la justice de Lahérie, mais le Conseil de Luxembourg ne leur donna pas raison. Une transaction signée au château du Monceau en 1736 devant le notaire Jean-Martin Poncelet par les Prévôts et Robert-Joseph du Monceau fut la conséquence de l'arrêt de la Cour de Luxembourg.
En 1745, Robert-Joseph du Monceau relève la seigneurie devant la cour féodale de Neufchâteau.
Le village figure sur la Carte d'Arenberg de la Prévôté de Neufchâteau en 1609. Il comporte douze maisons enserrées dans une boucle du ruisseau de Longlier. Une croix est plantée à l'entrée du village. Un pont de bois enjambe le cours d'eau. Un bief alimente le moulin dont la roue est bien visible.
En 1628, dix familles sont dénombrées à Lahérie. Les noms des chefs de famille nous sont connus:
- Goffinet Devoire, mayeur
- Goffinet Louis
- André Leclerque
- Jean Pera
- Jean du Sart le jeune
- Jean du Sart le vieux
- André-Jean Maron
- J.de Bercheux
- Alexandre Fourny
- François Fourny

Après la peste de 1636 et les guerres avec la France de Louis XIV, il ne reste plus, en 1659, que cinq familles à Lahérie. En 1727, 15 foyers y sont recensés.
Le moulin de Lahérie est très ancien (voir carte de 1609). L. Hector pense que le village proche de Molinfaing devrait son nom à la proximité de ce moulin. Un acte du 7 avril 1758 nous apprend qu'il fut vendu pour 1270 écus de 56 sols, somme considérable pour l'époque, surtout si l'on considère les impôts dont il était frappé.
Sous l'ancien régime, ce moulin fut un moulin libre, par opposition à la plupart des moulins de l'époque qui étaient des moulins banaux, c'est-à-dire des moulins auxquels devaient avoir recours le commun des familles soumises à l'autorité des seigneurs propriétaires. Seuls les nobles et les francs-bourgeois étaient dispensés de cette servitude et pouvaient faire moudre leur grain dans un moulin libre tel celui de Lahérie. L'existence de ces moulins libres favorisait évidemment la fraude. De nombreux procès en témoignent.
Le site du moulin est abandonné en 1843, mais, la même année, Pierre-Joseph Modard le reconstruit.
Du point de vue religieux, Lahérie a toujours fait partie de la paroisse de Longlier.